# Herb Tiumeni

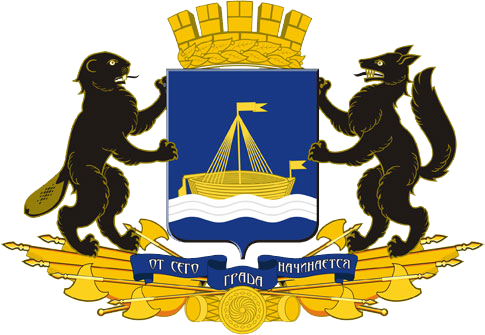
Herb Tiumeni.

Herb Tiumeni (ros: Герб Тюмени) – jeden z symboli miejskich rosyjskiego miasta Tiumeń, w obecnej postaci przyjęty oficjalnie przez radę miejską 28 kwietnia 2005 roku.

## Opis i symbolika
Na francuskiej tarczy herbowej barwy błękitnej srebrna wstęga w kształcie fal morskich. Nad nią złota łódź, bez żagli, ze złotym masztem, podtrzymywanym przez sześć złotych lin po każdej ze strony. Na szczycie masztu złota chorągiew oraz mniejsza, także w kolorze złota, na dziobie. Łódź zwrócona jest w lewą stronę (heraldyczną, z perspektywy obserwatora jest to prawa strona). Nad herbem znajduje się, okalana wieńcem laurowym, złota korona herbowa, w formie baszty o pięciu blankach. Obok tarczy znajdują się trzymacze heraldyczne. Po prawej stronie (heraldycznej) bóbr, po lewej stronie lis. Oba wspięte, barwy czarnej, z wyciągniętymi szponami i wywieszonymi językami, o srebrnych oczach. Pod nimi trofea wojenne barwy złotej - halabardy, chorągwie oraz bębny. Pomiędzy nimi na błękitnej wstędze srebrna dewiza herbowa w języku rosyjskim: "От сего града начинается" (Od tego miasta się rozpoczyna).

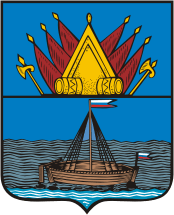
Herb Tiumeni w latach 1785-1917 i ponownie w 1993-2005.

Znajdujące się pod herbem wojenne trofea są nawiązaniem do herbu Tobolska. Miasto w czasach Imperium Rosyjskiego administracyjnie należała do guberni tobolskiej i herb tego miasta znajdował się w górnym polu tarczy Tiumeni. Obecnie został on niejako przesunięty poza tarczę herbową. Łódź jest nawiązaniem do głównych rzek syberyjskich, które płyną w okolicy miasta - Tury, Pyszmy, Tobołu, Isety i w końcu Irtyszu, które pełnią ważną rolę, nie tylko gospodarczą, ale także kulturalną. Łódź zwrócona jest w stronę niezgodną z zasadami heraldyki, ale zdaniem twórców herbu ma to oddawać, że Tiumeń i Syberia leżą na wschód od Uralu i niejako wypływają z centrum Rosji - na zachodzie, w stronę wschodu. Korona herbowa ma oddawać znaczenie miasta jako stolicy obwodu tiumeńskiego. Bóbr symbolizuje pracowitość oraz zdolności twórcze (inżynieryjne) mieszkańców Tiumeni, którzy musieli się zmagać z wieloma przeciwnościami zakładając je na niegościnnych terenach syberyjskich. Lis jest symbolem samodzielności i inteligencji, a także bogactwa. Czerń obu trzymaczy ma oddawać ich rozsądek oraz rozwagę, która odnosi się także do obywateli miasta. 

## Historia
Pierwsze wzmianki o herbie Tiumeni pochodzą z 1635 r., miał on wtedy przedstawiać wyobrażenia lisa oraz bobra. 17 marca 1785 r. miastu nadano oficjalny herb. Była to błękitna tarcza dzielona na dwa pola. W górnym polu znajdował się wspomniany motyw pochodzący z herbu Tobolska - trofea wojenne: halabardy, chorągwie i bębny. W dolnym polu brązowa łódź na spienionych falach. W 1868 r. pojawił się pomysł modyfikacji herbu miejskiego. Usunięte miało zostać pole z herbem tobolskim. Tarcza miała zyskać jedno pole, z trzema złotymi okrętami. W lewym górnym rogu (z punktu widzenia obserwatora) umieszczone miało zostać wyobrażenie trofeów wojennych. Nad tarczą znajdować się miała korona herbowa w formie srebrnej baszty o trzech blankach, a wokół niej czerwona wstęga św. Aleksandra Newskiego oraz dwa skrzyżowane złote młoty. Do zmiany jednak nie doszło i dopiero po przewrocie bolszewickim w 1917 r. herb wychodzi z użycia, a zamiast niego używana jest symbolika sowiecka. 
Po rozpadzie Związku Radzieckiego i przemianach w Rosji pojawiły się głosy by miasto zyskało ponownie herb. 16 marca 1993 r. rada miejska przywróciła dawny herb Tiumeni sprzed 1917 roku. Herb różnił się od oryginału, na masztach statku widniały flagi rosyjskie. 28 kwietnia 2005 roku herb miejski został zmodyfikowany i przyjęty w postaci jaka obowiązuje obecnie. Dodano heraldyczne trzymacze, które są nawiązaniem do pierwszego herbu miasta. Zmodyfikowano także wygląd łodzi, która przybrała kolor złoty, usunięto flagi rosyjskie. Użycie herbu jest dokładnie regulowane przez uchwałę Tiumeńskiej Rady Miejskiej (nr. 196). Powinien on się pojawiać m.in. na: dokumentach wytwarzanych przez administrację miejską, w salach posiedzeń rady miasta oraz biurach administracji miasta, a także na salach sądowych. Ma on być także umieszczany na fasadach budynków wyżej wymienionych organów związanych z miastem. Herb może być używany w trzech wersjach: wielkiej, średniej (tarcza i korona herbowa) oraz małej (sama tarcza).